# 札克·惠特
札卡瑞亞·戴維斯·惠特（英語：Zachariah Davis Wheat，1888年5月23日—1972年3月11日），綽號「巴克」，為美國職棒大聯盟的左外野手。惠特生涯前18年皆效力於布魯克林道奇，最後一年效力於費城運動家。
惠特的職業生涯橫跨死球年代和活球年代，1918年他曾拿下聯盟打擊王。他的生涯打擊率為3成17，目前他的生涯安打、二壘安打、三壘安打、打點和壘打數仍排在道奇隊史第一。
惠特在1959年入選名人堂，他的弟弟Mack也是大聯盟選手，並和惠特當過5年的隊友。

## 職業生涯
惠特的父親是英國移民後代，母親是美國原住民切羅基人。惠特在1906年開啟職棒生涯，並在3年後登上大聯盟。儘管當時的大聯盟處於「死球年代」，但是惠特的長打能力佳，守備能力也相當優秀。
1910年，惠特迎來了生涯首個大聯盟完整球季。該年他的打擊率為2成84，不過在一壘、二壘和三壘安打數上都排名全隊第一。1911年，惠特敲出5轟，開始展現他的長程火力。在那個全壘打數量非常稀少的年代，光是敲出5支全壘打就足以吸引大家的目光了。
1912年，惠特持續進步，那年他的打擊率為3成05，並敲出8轟。接下來四個球季，惠特的全壘打數、打擊率、長打率、安打、二安、三安和打點等數據幾乎都排在聯盟的前段班。除此之外，惠特也在這年完成他的終身大事，他的妻子日後更是成為了他的經紀人。在1910年代的大聯盟，球員們普遍只會簽下1年短約居多。不過羅賓隊害怕自家的招牌球星被其他球隊挖角走，因此常常以大把鈔票留住他。雖然一開始這個方法很有效，但是惠特發現他自己的存款已經多到直接退休也沒關係了。這反倒讓球隊更感到害怕，他們深怕惠特一走，球隊戰績會一落千丈。因此只好一年一年稍微調降他的薪資。

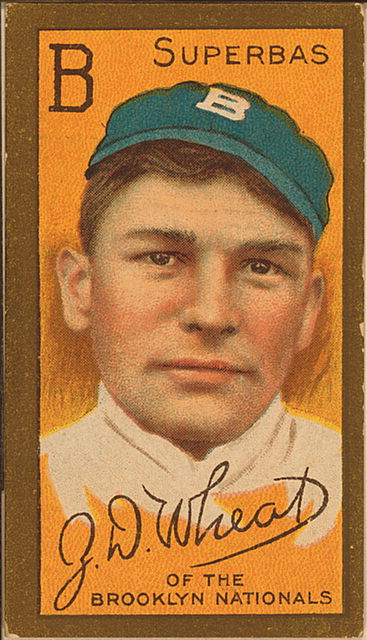
1911年的惠特棒球卡。

1916年，惠特達成連續29場比賽敲出安打的紀錄。同時羅賓隊也順利闖進世界大賽，不過最後輸給紅襪無緣奪下隊史首冠。當時紅襪靠著強大的投手群將羅賓隊的團隊打擊率壓到只有2成，就連惠特的打擊率也只有2成11。
1917年和1918年，雖然惠特打擊成績不差，但是他的腳過小導致他常常在比賽中受傷。1918年，惠特拿下打擊王，但是他這年完全沒有開轟。這項紀錄一直到1972年才由那年的打擊王羅德·卡魯再次達成。
1919年，惠特的打擊成績開始能漸漸比肩貝比·魯斯、羅傑·霍斯比等強打者。1920年，羅賓隊再次打進世界大賽。儘管惠特的打擊率高達3成33，但是羅賓隊仍以2勝5敗輸給印地安人。1921年，由於大聯盟開始進入活球年代，因此惠特的全壘打產量也漸漸提高。1920年至1925年間，他的打擊率從未低於3成20。儘管他的打擊率都很高，但是在活球年代卻沒能拿下任何一座打擊王。
與此同時，惠特和總教練Wilbert Robinson的摩擦日漸加深，原因是Robinson認為惠特在覬覦他的總教練大位。1925年，球隊老闆Charles Ebbets去世。新任老闆Ed McKeever任命Robinson擔任前台，而讓惠特兼任總教練一職。然而McKeever卻在Ebbets的喪禮上感染肺炎，不久後便病重辭世。由於這突如其來的變故，使得Robinson又母隊擔任總教練。
1927年，羅賓隊將惠特釋出，他隨後加入了運動家。他在球季結束後再度被釋出，並到了小聯盟打球。日後他因為膝蓋傷勢惡化而在1929年宣布退休。目前他的安打數、二壘安打數、三壘安打數和壘打數都還是道奇隊的隊史紀錄。
1931年，McKeever的弟弟Steve邀請惠特成為球隊教練。但是基於他和總教練Robinson的關係，使得他在球隊裡長期受到冷漠對待。

## 生涯打擊成績
| 出賽次數 | 打席  | 打數 | 得分 | 安打 | 二安 | 三安 | 全壘打 | 打點 | 盜壘 | 保送 | 三振 | 打擊率 | 上壘率 | 長打率 | 整體攻擊指數 |
| -------- | ----- | ---- | ---- | ---- | ---- | ---- | ------ | ---- | ---- | ---- | ---- | ------ | ------ | ------ | ------------ |
| 2410     | 10007 | 9106 | 1289 | 2844 | 476  | 172  | 132    | 1248 | 205  | 650  | 572  | .317   | .367   | .450   | .817         |

## 晚年
退休後，惠特回到密蘇里州的波羅經營一座農場，後來因為美國面臨經濟大蕭條，經營陷入困難的惠特選擇將農場賣出。後來他到了堪薩斯市，和另一名大聯盟選手Cotton Tierney共同經營保齡球館。之後惠特還當上了警察，不過他在1936年一次追捕重罪犯的途中發生嚴重車禍，差點就要了他的命。在醫院休養了5個月後，惠特總算順利康復，並舉家搬離了堪薩斯市到日出海灘居住。他在那裡開了一處大約19萬平方公尺大的打獵釣魚勝地。
1957年，惠特首次獲得名人堂資深委員會的推薦。不過因為他退休未滿30年而無法順利入選，之後他在1959年成功入選。1981年，Lawrence Ritter和Donald Honig將惠特納入史上最傑出的百大棒球員內。2006年，密蘇里州考德威爾縣的13號公路還以惠特的名字命名。
1972年3月11日，惠特因為心臟病去世，享年83歲。

## 外部連結
- 球員資訊和成績在MLB，ESPN，Baseball-Reference，Fangraphs（英文）